# Rocka Rolla
Rocka Rolla је први студијски албум британског хеви метал бенда Џудас прист. Продуцент овог албума, Роџер Бејн, био је такође и продуцент прва три албума Блек сабата. 
Овај је албум снимљен „уживо“ (тј. сви су музичари свирали симултано, уместо популарније методе мешања делова свирања сваког од музичара).

## Састав
- Роб Халфорд - вокал, усна хармоника
- Глен Типтон - гитара, клавијатуре, споредни вокал
- К. К. Даунинг - гитара
- Ијан Хил - бас-гитара
- Џон Хинч - бубњеви

## Додатни подаци
Рока рола је издата поновно са другачијим омотом 1984. Наводно је бенд био незадовољан старим због тога што се није уклапао у њихов хеви метал стил. Постоје гласине да је компанија Кока-кола тражила промену због сличности са својим логотипом. 
1975, тадашњи бубњар Џон Хинч је отпуштен, јер је „музички непримерен“, што је касније изјавио Глен Типтон.